# Louis Lewandowski

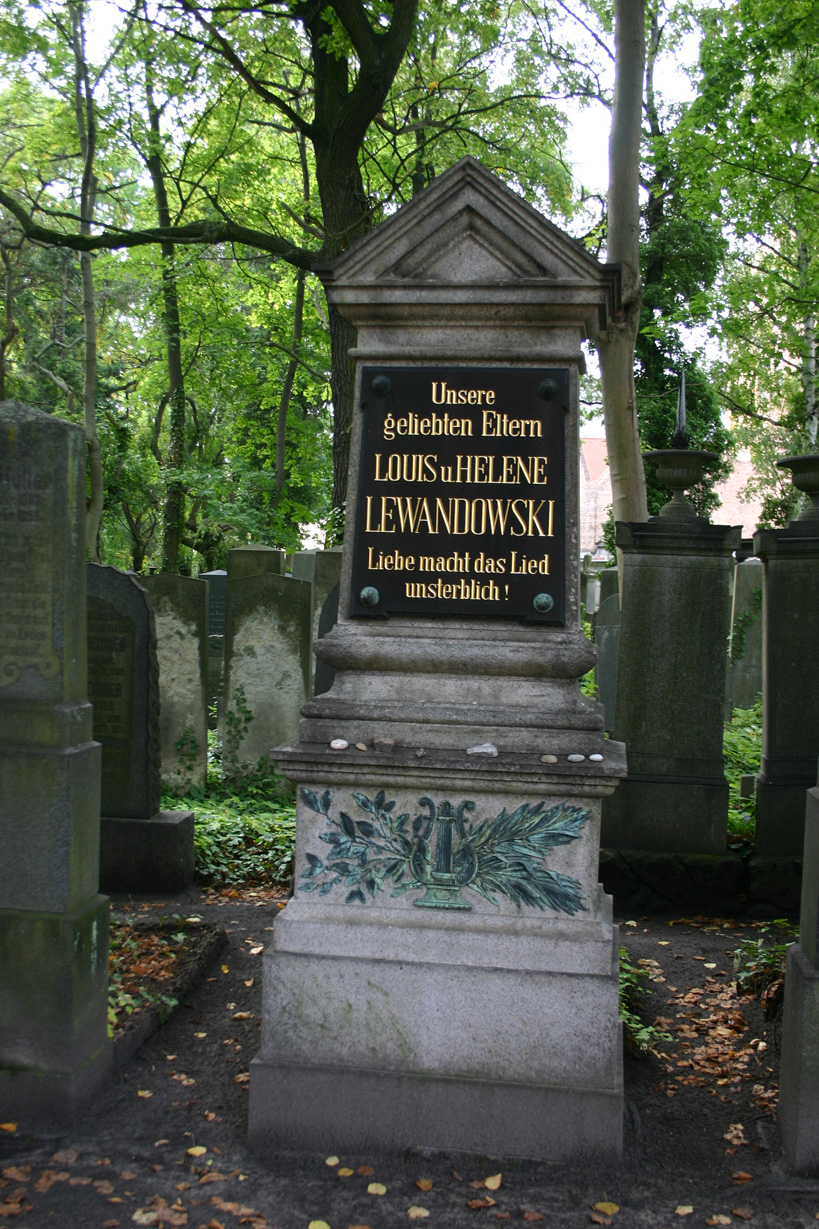
Grób Louisa Lewandowskiego na Cmentarzu żydowskim w Berlinie-Weißensee

Louis Lewandowski (ur. 3 kwietnia 1821 we Wrześni, zm. 4 lutego 1894 w Berlinie) – niemiecki kompozytor i kantor.

## Życiorys
W wieku 12 lat wyjechał do Berlina studiować śpiew i grę na fortepianie. Studiował przez trzy lata u Adolfa Bernharda Marxa i uczęszczał na zajęcia z komponowania na Akademii Muzycznej w Berlinie. Tam jego nauczycielami byli Carl Friedrich Rungenhagen i Eduard Grell. W 1840 został kantorem w berlińskiej synagodze. Zmarł w Berlinie w 1894. Razem z żoną Helene jest pochowany na cmentarzu żydowskim w Berlinie-Weißensee.

## Upamiętnienie
W miejscu domu, gdzie urodził się Louis Lewandowski, przy dawnej ul. Żydowskiej we Wrześni, wmurowana jest kamienna tablica pamiątkowa. W 1990 poczta NRD (jako Deutsche Post) wyemitowała znaczek pocztowy z Louisem Lewandowskim.